# Sting
För andra betydelser, se Sting (olika betydelser).
Gordon Matthew Thomas Sumner CBE, känd som Sting, född 2 oktober 1951 i Wallsend i Tyne and Wear, är en brittisk musiker, kompositör, skådespelare och filantrop. Före solokarriären var Sting basist och sångare i gruppen The Police. Som soloartist har han sålt över 40 miljoner album. Han har erhållit 17 Grammy-statyetter och Oscar-nominerad för bästa låt 4 gånger. 2017 tilldelades han Polarpriset (Polar Music Prize).

## Biografi
Sting växte upp i Wallsend och Newcastle tillsammans med sina föräldrar Audrey och Ernest Sumner. Fadern arbetade som mjölkbud, modern som hårfrisörska och båda föräldrarna var katoliker. Sting var äldst av fyra barn, hans syskon heter Philip, Angela och Anita. 
Redan tidigt visste Sting att han ville bli musiker. Han studerade på University of Warwick i Coventry, men tog aldrig examen. Han spelade i olika lokala jazzband innan han 1977 flyttade till London, där han rekryterades till det nybildade new wave-bandet The Police.
Med The Police släppte Sting fem album mellan 1978 och 1983. Under den tiden debuterade han även som skådespelare, med en roll i filmversionen av The Whos Quadrophenia. Efter turnén som följde på albumet Synchronicity från 1983 inledde Sting sin solokarriär. 

### Solokarriären startar
Jazzinfluerade solodebuten The Dream of the Blue Turtles släpptes sommaren 1985 och innehöll bland annat hitsingeln "If You Love Somebody Set Them Free". Samma år sjöng han även på Dire Straits hitlåt "Money for Nothing", först på albumet Brothers in Arms och sedan live på Live Aid. 1986 var han ett av huvudnumren på Amnesty Internationals turné A Conspiracy of Hope. Samma år släpptes livealbumet Bring on the Night som även hade släppts som dokumentärfilm med samma namn, regisserad av Michael Apted.
I oktober 1987 släppte Sting nästa studioalbum, Nothing Like the Sun, tillägnad till hans nyligen avlidna mor. Albumet blev hans första att hamna etta på UK Albums Chart. We'll Be Together blev den största singelframgången från albumet som även innehöll låtar som "Englishman in New York" och "Fragile". Året efter gav han även ut en EP med spanska versioner av fem av låtarna, kallad Nada Como el Sol, utgivet speciellt för den latinamerikanska marknaden.

### 1990-talet
Nästa album, The Soul Cages som släpptes i januari 1991, kom efter att Stings far avlidit och handlade i stor utsträckning om sorgen efter honom. Albumet blev Stings andra etta på UK Albums Chart, och titellåten The Soul Cages gav Sting en Grammy för "bästa rocklåt".
Tillsammans med Eric Clapton och Michael Kamen spelade han in singeln It's Probably Me som var ledmotivet till Dödligt Vapen 3 som släpptes 1992.
1993 följde albumet Ten Summoner's Tales, vilket sålde trippelt platina i USA på lite över ett år. Det var det första albumet att spelas in i hans hus, Lake House i Wiltshire byggt 1578. Sting fick tillsammans med Bryan Adams och Rod Stewart en stor hit med låten All for Love, ursprungligen från soundtracket till filmen De tre musketörerna, som släpptes i november 1993. Hösten 1994 flrade Sting 10 år som soloartist genom att släppa sitt första samlingsalbum, Fields of Gold som bland annat innehöll den nyinspelade singeln "When We Dance" som blev en radiohit. Sting har fortsatt att medverka på flera filmsoundtrack och gästsamarbeten med andra artister. Han spelade 1995 in tre jazzstandards till filmen Farväl Las Vegas, samt jazzlåten "Moonlight" som skrevs av John Williams till filmen Sabrina. Samma år sjöng han på iriska i "Mo Ghile Mear" tillsammans med The Chieftains.
I mars 1996 släpptes albumet Mercury Falling, som bland annat innehöll Countrylåten "I'm So Happy I Can't Stop Crying", som året därpå blev en hit tillsammans med Toby Keith.
I september 1999 släpptes albumet Brand New Day, som skulle sälja ännu mer en föregångaren, vann två Grammy, och innehöll bland annat hitsingeln Desert Rose med Cheb Mami.Albumet var det första att delvis spelas in i Stings nyköpta hus Villa Il Palagio i Toscana, som byggdes på 1700-talet.

### 2000-talet
År 2000 skrev Sting ledmotivet till Disneys film Kejsarens nya Stil och fick sin första Oscar-nominering för låten "My Funny Friend and Me". Sting fick ytterligare en Grammy 2001 för hans inspelning av Ivan Lins låt "She Walks This Earth (Soberana Rosa)".
På kvällen den 11 september 2001, tagna av dagens händelse, spelade Sting in livealbumet "...All This Time" i hans hus i Toscana, en konsert som blev tillägnad de omkomna.
2002 vann han en Golden Globe för låten "Until" från filmen Kate & Leopold. Sting fick även sin andra Oscar-nominering för låten. Samma år tilldelades han även Brittiska Imperieorden (CBE). I september 2003 kom albumet Sacred Love, med medverkan bland annat från sångerskan Mary J. Blige i låten "Whenever I Say Your Name" som vann en Grammy. Samma år skrev Sting låten "You Will Be My Ain True Love" som var ledmotivet till filmen Åter till Cold Mountain och fick sin tredje Oscar-nominering. Sting gav samtidigt ut självbiografin Broken Music. Runt denna tidpunkt drabbades Sting av en form av skrivkramp, och valde att arbeta med annat låtmaterial, istället för att släppa nyskriven musik. Det skulle dröja nästan 10 år efter albumet Sacred Love, innan Sting skulle släppa helt nyskriven musik igen. 21 juli 2006 uppträdde Sting på Stockholm Jazz Festival.
Albumet Songs from the Labyrinth gavs ut i oktober 2006, innehållande Stings tolkningar av sånger av kompositören John Dowland, ackompanjerad av den bosniske lutspelaren Edin Karamazov. Idén föddes när Sting fick en luta i present av sin gitarrist Dominic Miller.
Mellan maj 2007 och augusti 2008 turnerade han med sitt gamla band The Police. Sting återgick därefter till hans solokarriär och släppte i oktober 2009 tolkningar av sånger från fem århundraden som inspirerats av vintern, If On A Winter's Night.... På albumet korsades ett eklektiskt musikurval med keltisk harpa, klassisk violin och bleckblåsinstrument. 

### 2010 och framåt
Symphonicities, som innehöll hans låtar nyinspelade tillsammans med symfoniorkester, bland annat Royal Philharmonic Orchestra, släpptes i augusti 2010 på Deutsche Grammophon, och efterföljdes av en världsturné.
Den 4 juli 2013 spelade Sting för första gången i Rättvik på Dalhalla. Det hade gått nästan 10 år sedan Sting släppt nyskriven musik, men i september 2013 släpptes albumet The Last Ship, som delvis inspirerats av hans barndom i Newcastle, och låtarna var grunden till en musikal som hade premiär på Broadway 2014.
Den 31 juli 2015 spelade Sting för första gången på Storsjöyran.  I november 2016 släpptes ett nytt soloalbum, 57th & 9th, som bl.a. innehöll några rockbaserade låtar, som singeln "I Can't Stop Thinking About You". 2017 fick Sting sin fjärde Oscar-nominering för låten "The Empty Chair" som var med i HBO-dokumentären Jim:The James Foley Story.
I april 2018 släppte Sting i samarbete med Shaggy studioalbumet 44/876, som vann en Grammy för Årets Reggae-album. Året därpå valde Sting att göra nyinspelningar på flera av hans komponerade låtar, och släppte i maj 2019 albumet My Songs. I november 2021 släpptes ett nytt soloalbum med nyskriven musik, The Bridge. 
Sting har fortsatt att turnera frekvent runtom i världen, ofta tillsammans med gitarristen Dominic Miller.

## Andra aktiviteter och familj
Förutom sina karriärer som sångare och skådespelare är Sumner även engagerad i människorättsfrågor, bland annat genom Amnesty International, och i miljöfrågor, främst för skydd av regnskogen.
Sting gifte sig med skådespelerskan Frances Tomelty 1976; de fick två barn  Joe, (1976) och Fuchsia Catherine "Kate", (1982), innan paret skiljde sig 1984. Sting flyttade istället ihop med skådespelerskan Trudie Styler. Sting och Styler gifte sig den 20 augusti 1992 och har fyra barn: Bridget Michael "Mickey" (1984), Jake (1985), Eliot Pauline "Coco" (1990) och Giacomo Luke (1995). Båda Stings föräldrar dog i cancer.

## Diskografi

### Studioalbum
- 1985 – The Dream of the Blue Turtles
- 1987 – ...Nothing Like the Sun
- 1991 – The Soul Cages
- 1993 – Ten Summoner's Tales
- 1996 – Mercury Falling
- 1999 – Brand New Day
- 2003 – Sacred Love
- 2006 – Songs from the Labyrinth
- 2009 – If on a Winter's Night...
- 2010 – Symphonicities
- 2013 – The Last Ship
- 2016 – 57th & 9th
- 2019 – My Songs
- 2021 – The Bridge

### Livealbum
- 1986 – Bring on the Night
- 2001 – ...All This Time
- 2019 – My Songs (Live)

### med Shaggy
- 2018 – 44/876

### med The Police
- 1978 – Outlandos d'Amour
- 1979 – Reggatta de Blanc
- 1980 – Zenyatta Mondatta
- 1981 – Ghost in the Machine
- 1983 – Synchronicity

### Mini-album
- 1988 – ...Nada Como el Sol (5 låtar från ...Nothing Like the Sun på spanska och portugisiska)

### Samlingsalbum
- 1994 – Fields of Gold: The Best of Sting 1984–1994
- 1997 – The Very Best of Sting & The Police
- 1999 – At the Movies
- 2019 – My Songs

## Filmografi
- 1979 – Quadrophenia
- 1980 – Radio On
- 1982 – Brimstone & Treacle
- 1984 – Dune
- 1985 – Frankensteins brud
- 1985 – Till varje pris
- 1987 – Giulia e Giulia
- 1988 – Stormy Monday
- 1988 – Baron Münchausens äventyr
- 1995 – The Grotesqe
- 1998 – Lock, Stock and Two Smoking Barrels
- 2007 – Bee Movie

## Utmärkelser
- Grammy Award för bästa rockframträdande av duo eller grupp med sång, för Don't Stand So Close to Me,  1982
- Grammy Award för årets sång, för Every Breath You Take,  1984
- MusiCares Person of the Year,  2004
- NRJ Music Award d'honneur,  2015
- Deutscher Radiopreis,  2016
- Polarpriset,  2017
- Stjärna på Hollywood Walk of Fame
- Mojo Awards
- Riddare av Arts et Lettres-orden
- David Angell Humanitarian Award
- Kennedy Center Honors
- Primetime Emmy Award
- Kommendör av 2 klass av Brittiska imperieorden

[Redigera Wikidata]